# Birdie Pool
Der klassische Birdie Pool (auch Birdiepool oder Birdie-Pool) ist eine Sonderwertung innerhalb eines Golfturniers.
Bei dieser Sonderwertung zahlen die teilnehmenden Spieler einen festgelegten Betrag in einen Pool („Topf“, „Pott“) ein. Dieser wird am Ende des Spieltages unter den Spielern aufgeteilt, die an einem vorher festgelegten Loch oder an vorher festgelegten Löchern ein oder mehrere Birdies gespielt haben. Je größer die Teilnehmerzahl für diese Sonderwertung ist und je weniger Spieler ein Birdie gespielt haben, desto höher ist die Auszahlungsquote für die Spieler, die ein Birdie gespielt haben. Welche Löcher für den Birdiepool zählen, werden im Vorwege von der Spielleitung festgelegt. In den meisten Turnieren zählen nur die Par3-Löcher.
Laut Deutschem Golfverband (DGV) ist der Birdiepool im Amateurbereich erlaubt. Unabhängig von dem Auszahlungsbetrag bleibt der Amateurstatus uneingeschränkt erhalten.